# Sysco
Sysco ist ein US-amerikanischer börsennotierter Lieferant für Lebensmittel mit Hauptsitz in Houston, Texas.
Im Unternehmen sind rund 67.700 Mitarbeiter beschäftigt.
Das Wort Sysco ist ein Akronym für Systems and Services Company. Sysco beliefert über 600.000 Kunden, wozu unter anderem Restaurants, Krankenhäuser, Schulen, Colleges, Universitäten, Sommerferienlager, Hotels und Schnellrestaurantketten gehören.

## Geschichte
Sysco wurde 1969 von John F. Baugh gegründet. Seit März 1970 ist Sysco an der Börse notiert.
Größere Übernahmen erfolgten 2001 mit dem Kauf der kanadischen Serca Foodservice und 2002 mit der Übernahme der Asian Foods, Inc., einem großen Importeur für vor allem asiatische Lebensmittel.